# Conocybe cettoiana
Conocybe cettoiana är en svampart som tillhör divisionen basidiesvampar, och som beskrevs av Anton Hausknecht och Manfred Enderle. Conocybe cettoiana ingår i släktet Conocybe, och familjen Bolbitiaceae. Arten har ej påträffats i Sverige.